# Salem Ilese
Salem Ilese, auch bekannt als SALEM (* 19. August 1999 in San Francisco, Kalifornien) ist eine US-amerikanische Popsängerin. 2020 gelang ihr mit Mad at Disney der weltweite Durchbruch.

## Musikalische Entwicklung

### 2018: Debutsingles Awake & Impatient
2018 erschienen Salems erste Singles "Awake" und "Impatient". Die Singles wurden bis März 2021 ca. 110.000 Mal (Awake) und 140.000 Mal (Impatient) auf Spotify gestreamt.

### 2019: Erste EP, erste Remix-EP & Bad World
2019 entwickelte sich Salems Musik-Karriere stark. Salem veröffentlichte anfangs die Single "Bad World", dann erschien die erste Remix-EP des Songs "Impatient". Darauf veröffentlichte sie ihre Debüt-EP "757", auf der unter anderem "Impatient" und "Bad World" vertreten sind. Die EP umfasst 6 Songs.

### 2020: Mad at Disney, erste Kollaboration und weitere Singles
2020 wurde Salem Ilese international bekannt. Kurz vor ihrer Big-Hit-Single Mad At Disney erschienen ihre Singles "Roses To His Ex" und "It Gets Better". Als "Mad At Disney" erschien, wurde ihre Single schlagartig zur Hit-Playlist "Today’s Top Hits" von Spotify hinzugefügt. Der Song ist aber mittlerweile wieder aus der Playlist entfernt worden. Die Single wurde bis zum 16. März ca. 162.000.000 Mal gestreamt. Dann erschien die Kollaboration "Splinter" von "MYRNE", das war Salems erste Kollaboration. Dann erschienen ihre Singles "Coke & Mentos, sowie der Weihnachtssong "Marry Christmas.

### 2021: Fake A Smile, Yoga, Auftakt zur zweiten EP, weitere Kollaborationen und Singles
Am 19. Februar 2021 erschien die zweite Kollaboration Fake A Smile  mit dem DJ Alan Walker. Die Single wurde millionenfach gestreamt. Am 19. März erschien die Single (L)only Child. Der 9. April 2021 war der Erscheinungstag der Kollaboration Yoga mit LLusion. Am 23. April 2021 erschien die zweite Auskopplung ihrer zweiten EP About A Breakup. Am 19. Mai erschien die letzte Singleauskopplung ihrer am 21. Mai erschienenen EP Dinosaurs (S4E7). Am gleichen Tag erschien auch ihre EP (L)only Child.
Anschließend veröffentlichte Salem Ilese Cover-Versionen auf YouTube, zum Beispiel von Tommorow X Together. Am 13. August 2021 erschien eine Kollaboration mit Jamie Miller. Die Single erreichte bis zum 26. August 2021 über 700.000 Aufrufe auf Spotify. Am 19. August 2021 erschien ihre Single Ben & Jerry. Am 17. November 2021 veröffentlichte sie die Single hey siri. Ihre zweite Weihnachtssingle Thank You Note erschien im Dezember 2021.

### 2022: PS5, Dritte EP und weitere Singles
2022 erschien die Single PS5 mit Tomorrow X Together und Alan Walker.
Der Titel erschien auch auf Salems dritter EP Unsponsored Content. Anschließend erschienen Married To Your Melody mit Imanbek und Crypto Boy. Mit Sam Feldt erschien der Song Hate Me. Ihre EP PS5 (Super Pack) umfasste neue Versionen des Songs PS5, wie zum Beispiel PS4, PS3 oder Nintendo Switch. Im Juli 2022 erschien ihr Song Moment Of Silence. Im September folgte der Song MINION, eine Kollaboration mit dem ebenfalls US-amerikanischen Musiker CG5. Am 7. Oktober 2022 erschien eine erweiterte Version ihrer EP Unsponsored Content, die unter anderem besagte Remixe des Songs PS5 enthält und den Titel (MORE) Unsponsored Content trägt. Darauf folgten ebenfalls im Oktober ihr dritter Weihnachtssong Secret Santa und die Single Mad at SCOTUS, eine Neufassung ihres Hitsongs Mad At Disney, in dem sie Kritik am obersten Gerichtshof der Vereinigten Staaten äußert, der auf Englisch mit SCOTUS abgekürzt wird.

### 2023: Debütalbum High Concept
Das Jahr begann mit der Veröffentlichung ihres Songs Howling at the Moon am 3. Februar, für den sie mit dem Musiker Mike Posner zusammengearbeitet hat.
Ende März folgte die erste Single-Auskopplung ihres ersten Studioalbums, PainHub. Die zweite, Tall Boi, erschien Ende April. Darauf folgten die dritte, Team Sport, erschienen am 23. Juni, die vierte, Strongly Worded Letter, erschienen am 21. Juli und die fünfte Single-Auskopplung, don't shop when ur hungry !!, die einen Gastbeitrag des Musikers vaultboy enthält und am 18. August erschien.

### 2025: Zweites Album "growing down"
Nach einer einjährigen Pause meldete sich Salem am 21. März mit ihrer ersten Single-Auskopplung hahaha aus ihrem zweiten Album growing down zurück. Dieses kündigte sie mit einem kurzen Albumtrailer auf ihren Social-Media-Kanälen an. Knapp ein Monat später, am 18. April, erschien die zweite Single-Auskopplung, I'M NOT SCARED. Eine Woche vor der Erscheinung ihrer dritten Single fridge, die am 23. Mai erschien, veröffentlichte sie die Tracklist des Albums. Die vierte und letzte Single namens dirty martini erschien am 11. Juni. Zwei Tage später, am 13. Juni, veröffentlichte Salem dann ihr zweites Studioalbum, growing down, das insgesamt acht Songs enthält.

## Diskografie

### Alben
- 2022: (More) Unsponsored Content
- 2023: High Concept
- 2025: growing down

### EPs
- 2019: 757
- 2021: (L)only Child
- 2022: Unsponsored Content

### Singles
- 2020: Mad At Disney (US: Gold)

## Auszeichnungen für Musikverkäufe
| Goldene Schallplatte - Kanada - 2020: für die Single Mad At Disney - Polen - 2021: für die Single Mad At Disney | 3× Platin-Schallplatte - Brasilien - 2024: für die Single Mad At Disney |

| Land/RegionAuszeichnungen für Musikverkäufe (Land/Region, Auszeichnungen, Verkäufe, Quellen) | Gold     | Platin     | Verkäufe | Quellen             |
| -------------------------------------------------------------------------------------------- | -------- | ---------- | -------- | ------------------- |
| Brasilien (PMB)                                                                              | —        | 3× Platin3 | 120.000  | pro-musicabr.org.br |
| Kanada (MC)                                                                                  | Gold1    | —          | 40.000   | musiccanada.com     |
| Polen (ZPAV)                                                                                 | Gold1    | —          | 25.000   | olis.pl             |
| Vereinigte Staaten (RIAA)                                                                    | Gold1    | —          | 500.000  | riaa.com            |
| Insgesamt                                                                                    | 3× Gold3 | 3× Platin3 |          |                     |